# بیانکا ویلیامز
بیانکا ویلیامز (انگلیسی: Bianca Williams؛ زادهٔ ۱۸ دسامبر ۱۹۹۳) دونده سرعت زن اهل بریتانیا است.
وی همچنین برندهٔ جوایزی همچون ۱۰۰ زن شده است.
وی در مسابقات کشوری و بین‌المللی در مجموع برندهٔ ۳ مدال طلا، ۲ مدال نقره، ۴ مدال برنز شده است.